# Uottakh-sulus Valles
Le Uottakh-sulus Valles sono una struttura geologica della superficie di Venere.